# モナコ語
モナコ語（モナコご）は、リグリア語の方言。
現在のモナコではほとんど使われず、モナコの小学校で教えられる他、古い道路標識などに使われている程度となっている。